# Тартаковский, Владимир Абрамович
Владимир Абра́мович Тартако́вский (31 декабря 1900 (13 января 1901), Киев — 9 сентября 1972, Ленинград) — советский математик-алгебраист, доктор физико-математических наук (1935), профессор (1936).

## Биография
В 1922 году окончил физико-математический факультет Киевского университета, в 1928 — аспирантуру ЛГУ.
Преподавал математику и физику в Киевской (1920-23) и Ленинградской (1923-28) трудовых школах.
С 1928 года на научно-преподавательской работе в вузах:
- 1928—1929 ассистент Ленинградской военно-технической академии
- 1929—1930 старший ассистент Ленинградского педагогического института
- 1930—1941, 1944—1949 ассистент (1930-31), доцент (1931-33), профессор (1933-34), заведующий (1934-41, 1944-49) кафедры Высшей алгебры и теории исчисления Ленинградского государственного университета,
- 1934—1937, 1944—1946 зав. кафедрой высшей алгебры ЛГПИ,
- 1944—1952 заведующий отделом НИИ математики и механики ЛГУ (по совместительству),
- доцент (1930), профессор, заведующий кафедрой высшей математики (1949-73, по совместительству — с 1944 года) ЛИТМО.

Во время войны в эвакуации — заместитель директора Казанского математического института АН СССР (1941—1942), профессор Азербайджанского государственного университета (1942—1944).
Один из организаторов Ленинградского отделения математического института АН СССР им. В. А. Стеклова и его первый директор (1940—1941).
Доктор физико-математических наук (1935), профессор (1936).
Автор работ по проблеме тождества в теории бесконечных групп, использованию теоретико-числовых методов в теории изгибания поверхностей, теории диофантовых уравнений, и др.
Среди его учеников — академик Ю. В. Линник и заслуженный деятель науки профессор Е. С. Ляпин.